# 藤本修平
藤本 修平（ふじもと しゅうへい、1985年 - ）は、日本の健康情報学研究者、起業家、投資家。学位は博士（社会健康医学）（京都大学・2019年）。静岡社会健康医学大学院大学准教授。
リハテックリンクス株式会社社外取締役。
株式会社メドレー、株式会社リンクアンドコミュニケーション、豊田通商の子会社である株式会社豊通オールライフなどで新規事業の立ち上げ、事業責任者などを歴任。2020年からは、コンサルティング会社を起業。

## 来歴
1985年、東京生まれ。桐朋中学校・高等学校を経て、弘前大学医学部へ進学。学士（保健学）を取得。2009年、理学療法士免許を取得し、弘前大学大学院へ進学。2011年、修士（保健学）を取得。2014年より、京都大学大学院医学研究科社会健康医学系専攻 博士後期課程へ進学。中山健夫教授に師事し、2019年に博士（社会健康医学）を取得。2020年より、法政大学大学院経営学研究科 修士課程に進学し、マーケティングを専攻している。
2011年から、病院に勤務。2015年からは、株式会社メドレー（東証マザーズ）で新規事業の立ち上げを行う。メドレーは、古くからの知り合いであった瀧口浩平と豊田剛一郎が代表を務める企業であった。2016年からは、株式会社リンクアンドコミュニケーションで事業開発マネージャーを務めた。その後、豊田通商の子会社である株式会社豊通オールライフで、保険制度を活用しないリハビリテーション施設を立ち上げ、国内5店舗を経営した。また、国内のバリアフリー整備に疑問を持った背景から、建物のバリアフリー診断を行うソフトウェアを共同開発した。2020年から、それまで個人で行っていたコンサルティングを法人化し、代表取締役に就任。2020年9月には、リハテックリンクス株式会社 社外取締役の就任、株式会社3sunnyへの出資などがメディアに取り上げられた。2020年11月、株式会社リハサクのCRO（Chief Research Officer）に就任した。
2021年4月より、静岡社会健康医学大学院大学で准教授を務め、行動医科学・ヘルスコミュニケーション学領域を担当している。

## 人物
- 特技はゴルフで、桐朋中学校・高等学校ではゴルフ部に所属していた。全国大会への出場経験もあり、同大会の同期にはプロゴルファーの塚田陽亮、池田勇太などがいることを、インスタライブで語っている。
- フリーアナウンサーの原香緒里、グラビアアイドル・漫画家のあさの☆ひかりは、小学校の同級生であり、幼少期に家族ぐるみでディズニーランドに度々足を運んだことを、SNSで語っている。
- BiSHや豆柴の大群のプロデューサーで知られる渡辺淳之介は中学校・高校の同級生であり、Twitterで応援しているという発言がある。
- 2018年から年に数回のテレビ出演があり、主にリハビリテーションにかかわるコメンテーターを務めている[6]。

## 編書
- PT・OT・STのための診療ガイドライン活用法[7] （医歯薬出版）
- これから始める! シェアード・ディシジョンメイキング 新しい医療のコミュニケーション [8]（日本医事新報社）
- 作業療法研究法[9]（医歯薬出版）
- リハに役立つ論文の読み方・とらえ方[10]（羊土社）
- PT-OT-STのための臨床に活かすエビデンスと意思決定の考えかた[11]（医学書院）